# Benny Hendel
Benny Hendel (în ebraică בני הנדל, n. 6 august 1946, Brașov⁠(d), Brașov, România) este un om de media, actor și redactor de radio, actor de voce, crainic profesionist și traducător israelian, evreu originar din România.

## Biografie

### Copilărie și tinerețe
Născut la Brașov în 1946, Benny (Beniamin Tzvi) Hendel a emigrat cu părinții săi în Israel în anul 1959. Părinții săi, originari din Bucovina, au supraviețuit Holocaustului din Transnistria. Hendel a studiat la liceul de pe lângă Universitatea Ebraică din Ierusalim, apoi disciplinele lingvistică și filologie engleză la această universitate. 
În anul 1969 a debutat ca actor și cântăreț în rolul lui Dumnezeu în producția „Koladam” (Jedermann) a Teatrului Han din Ierusalim. Aceasta era o revistă muzicală bazată pe texte din evul mediu, în regia poetului Arie Sachs. 
Din anul 1970 Hendel a jucat la Radio Israel în emisiuni de teatru radiofonic pentru copii și tineret , alături de Arie Eldad, Betzalel Levi, David Grossman, Hanokh Rozen, Moti Barakan, Aliza Rozen și alții.

### Continuarea activității sale culturale
În 1974 a devenit redactor, crainic și moderator la radiodifuziunea israeliană (Kol Israel = Vocea Israelului).
În anii 1970 s-a făcut cunoscut ca prezentator al emisiunilor de sâmbătă „Zemer shekaze” (Așa un cântec) și „Tziuniuney Haderekh” („Repere de drumeție”) pe Programul 3 (Reshet Gimmel)
În anul 1979 a participat ca actor de voce la sincronizarea serialului de import Hayó hayá haAdam ( A fost odată... Omul - Il était une fois… l'Homme), al televiziunii școlare israeliene.
În anii 1980-1982 Hendel a fost trimis în statul New Jersey din partea Agenției Evreiești în misiune de educație și informare pe lângă publicul evreiesc din Statele Unite. Revenit în Israel a devenit redactor de emisiuni radiofonice despre muzica popoarelor la stația Kol Israel. (Shavshevet - Roza vânturilor)  Tiotot - milim pogshot tzlilim (Ciorne - Cuvinte întâlnesc sunete), Hugá (Ciocârlia) (din 1985)- interviuri cu creatori și călători, însoțite de ilustrații din muzica popoarelor, emisiune apreciată ca „rezervație naturală de cultură și sănătate sufletească” și navă amiral a canalului Alef, apoi pe programul 1 (Alef) emisiunea educativă „Akademia beàlef” (Academia pe canalul Alef) - interviuri cu conferențiari din lumea academică. 
.
Emisiunile lui Hendel au avut un public de ascultători devotați, care s-au simțit foarte frustrați de  pensionarea sa anticipată în anul 2005 în cursul unor măsuri de reformă a radiodifuziunii.  
Hendel a apărut ca moderator în numeroase congrese, paneluri, ceremonii, seri de muzică și literatură pe tot cuprinsul Israelului și în străinătate, inclusiv în universități și centre culturale și de cercetare, precum Yad Vashem, Institutul Ben Tzvi, Beit Avi Hay, Casa Șalom Aleihem, Beit Ariela, Mishkenot Shaananim etc. De asemenea s-a produs ca recitator și povestitor în concerte ale Orchestrei Simfonice Ierusalim, Orchestrei Baroc Ierusalim, Orchestrei Israeliene Camerata Ierusalim, Ansamblul Meitar, Trioul Atar, etc. de asemenea redactează broșurile cu programele de concerte ale orchestrei Israeli Camerata Jerusalem.
El este cunoscut și ca traducător în limba ebraică de poezii și proză din limbile engleză, germană și idiș.
A tradus, între altele, din William Wordsworth, Alfred Tennyson, Wystan Hugh Auden, Edmund Burke, Heinrich Heine, Bertolt Brecht, Itzik Manger, Leonard Cohen, Dr. Seuss, Shel Silverstein și Alan Alexander Milne .
Poezii traduse de Hendel din operele lui Tennyson, Wordsworth, Milne etc au inspirat lucrări de cameră ale compozitorului Moshe Zorman și au fost interpretate la Festivalul de muzică al Galileei Superioare de la Kfar Blum și la Festivalul „Maestro Eyn Hod.”

### Viața privată
Benny Hendel a îndeplinit misiunea de hazan (cantor) în comunitatea evreiască reformată Hashahar din localitatea Even Yehuda.
Hendel este căsătorit cu Nira și are doi fii și patru nepoți.

## Selecție de traduceri
- Tik adom leCallan (Un dosar roșu pentru Callan) de James Mitchell, 1981
- Biktze midrèkhet harekhov -(Where the Sidewalk Ends - Acolo unde nu mai e trotuar), povestiri și ilustrații de Shel Silverstein 1985  [11]
- Anàhnu shivá (Suntem șapte) de William Wordsworth, iulie  1987 - în revista „Proza”
- poezii de A.A. Milne , în revista „Proza” , iunie 1988
- cu fiul său, Shahar Hendel - Or baaliyat hagag (Light in the attic - O lumină în pod) de Shel Silverstein 1993
- cu fiul său, Ori Hendel -  Lipol lemaala (Cădere în sus) - poezii și ilustrații de Shel Silverstein 1997
- Dr.Suess  - Hayamim hatzivoniyim sheli (Zilele mele colorate) - pus pe muzică de Dudu Tassa